# Firmine
Cette page présente le prénom Firmine ainsi que ses variantes.
Firmine est un prénom ayant l'étymologie latine firmus signifiant « solide », « constant » ou « ferme ». Féminin de Firmin, il est déjà employé dans l'Antiquité romaine comme prénom féminin Firma ou Firmina. Il est fêté le 24 novembre, en mémoire de sainte Firmine, martyre en Italie († 303 ou 304).

## Personnalités portant ce prénom
- Firmine Richard, comédienne française.
- Pour l'ensemble des articles sur les personnes portant ce prénom, consulter :
  - la liste des articles dont le titre commence par ce prénom
  - les listes produites par Wikidata : Liste des personnes de prénom « Firmine » — même liste en incluant les éventuels prénoms composés qui contiennent « Firmine ».